# Triopha
Triopha Bergh, 1880 è un genere di molluschi nudibranchi della famiglia Polyceridae.

## Tassonomia
Il genere comprende le seguenti specie:
- Triopha catalinae (Cooper, 1863)
- Triopha maculata MacFarland, 1905
- Triopha modesta Bergh, 1880
- Triopha occidentalis (Fewkes, 1889)